# Væringernes handelsrute til Konstantinopel
Væringernes handelsrute til Konstantinopel (russisk: Путь из варяг в греки, tr. Put iz varjag v greki, svensk: Vägen från varjagerna till grekerna, græsk: Εμπορική Οδός Βαράγγων - Ελλήνων) var en handelsrute, der er forbandt Skandinavien, Kijevriget og Det Byzantinske Rige. Ruten gav handlende langs ruten mulighed for at etablere handel med Byzans, og nogle væringer til at bosatte sig i områder i nutidens Hviderusland, Rusland og Ukraine. Ruten gik fra Østersøen, via floderne, der flyder ud i Østersøen, til floder i Dnepr flodsystemet med transport over land ved vandskellene. Handelruten omtales i Nestorkrøniken:
| Citat | Da poljanerne boede for sig selv i bjergene, gik der en vej fra væringer til grækerne, fra grækerne tilbage langs Dnepr og Dnepr øverste ende var der et træksted til Lovot, og når man følger Lovot kommer man til Ilmen, en stor sø, og fra denne flyder Volkhov og ded flyder ud i den store sø Nevo, mens dette søs munding går ud til Varangian Hav | Citat |
|       | |       |

Ruten startede i skandinaviske handelscentre som Birka, Hedeby og Gotland, krydsede Østersøen ind i Den Finske Bugt, fulgte Neva ind i søen Ladoga. Derefter fulgte ruten Volkhov opstrøms forbi byerne Staraja Ladoga og Velikij Novgorod, krydsede Ilmen og op ad Lovat og Kunja og eventuelt ad Serjozjafloden. Derfra transport over land til floden Toropa og nedstrøms til Daugava. Fra Daugava gik ruten opstrøms til Kasplja floden, derefter atter transport over land nær den middelalderlige bebyggelse Gnjozdovo (i Smolensk oblast) til Katynfloden, en biflod til Dneprfloden. På Dnepr krydsede ruten flere store strømhvirvler og gik gennem Kijev, i Sortehavet fulgte ruten kysten mod vest til Konstantinopel.